# Клементин
Клементин (на английски: Clementine) е обединена космическа мисия на Инициатива за стратегическа отбрана и НАСА.
Основната ѝ цел е тестване на сензорите и компонентите на космическия апарат при дълго излагане в средата на космическата радиация и извършване на научни наблюдения на Луната и близкия астероид 1620 Географос.
Наблюденията включват изображения от различни дължини на вълната за определяне на минералния състав на повърхността на Луната и Географос и определяне на размера, формата, ротационните характеристики и повърхностните свойства на астероида.
Клементин е изведен в орбита на 25 януари 1994 г.
В началото апаратът започва своята дейност с изследване на лунната повърхност от орбита около Луната на височина около 400 km.
След няколко месеца спътникът напуска орбитата около Луната и тогава (на 7 май), авария в един от бордовите компютри става причина за безконтролното бързо въртене на космическия кораб около оста му.
Това прави невъзможно достигането на близкия до Земята астероид Географос и апаратът остава на геоцентрична орбита, продължавайки да тества компонентите на кораба до края на мисията.

## Външни препаратки
- Clementine Mission Profile Архив на оригинала от 2007-08-02 в Wayback Machine. by NASA's Solar System Exploration
- www.cmf.nrl.navy.mil Архив на оригинала от 2006-12-09 в Wayback Machine.
- www.nrl.navy.mil Архив на оригинала от 1999-09-08 в Wayback Machine.
- nssdc.gsfc.nasa.gov
- www-phys.llnl.gov
- astrogeology.usgs.gov
- www.pxi.com Архив на оригинала от 2008-02-20 в Wayback Machine.
- News photos from the U.S. Department of Defense
- NASA PDS Imaging Node Clementine mission page Архив на оригинала от 2020-07-31 в Wayback Machine.
- Exploring the Moon: Clementine Mission